# Нью-Франклін (Міссурі)
Нью-Франклін (англ. New Franklin) — місто (англ. city) в США, в окрузі Говард штату Міссурі. Населення — 1027 осіб (2020).

## Географія
Нью-Франклін розташований за координатами 39°0′54″ пн. ш. 92°44′41″ зх. д. / 39.01500° пн. ш. 92.74472° зх. д. (39.015035, -92.744713).  За даними Бюро перепису населення США в 2010 році місто мало площу 3,46 км², з яких 3,43 км² — суходіл та 0,03 км² — водойми.

## Демографія
Згідно з переписом 2010 року, у місті мешкало 1089 осіб у 496 домогосподарствах у складі 292 родин. Густота населення становила 314 особи/км².  Було 545 помешкань (157/км²).
Расовий склад населення:
| - 94,3 % — білих - 1,6 % — чорних або афроамериканців - 1,3 % — корінних американців - 0,1 % — вихідців з тихоокеанських островів - 0,1 % — азіатів |

До двох чи більше рас належало 2,2 %. Частка іспаномовних становила 1,3 % від усіх жителів.
За віковим діапазоном населення розподілялося таким чином: 21,6 % — особи молодші 18 років, 57,5 % — особи у віці 18—64 років, 20,9 % — особи у віці 65 років та старші. Медіана віку мешканця становила 41,6 року. На 100 осіб жіночої статі у місті припадало 88,7 чоловіків;  на 100 жінок у віці від 18 років та старших — 84,8 чоловіків також старших 18 років.
Середній дохід на одне домашнє господарство  становив 37 661 долар США (медіана — 28 333), а середній дохід на одну сім'ю — 44 586 доларів (медіана — 36 979). Медіана доходів становила 31 359 доларів для чоловіків та 26 657 доларів для жінок. За межею бідності перебувало 14,0 % осіб, у тому числі 11,9 % дітей у віці до 18 років та 13,6 % осіб у віці 65 років та старших.
Цивільне працевлаштоване населення становило 537 осіб. Основні галузі зайнятості: освіта, охорона здоров'я та соціальна допомога — 26,1 %, роздрібна торгівля — 13,6 %, будівництво — 12,3 %.